# Ariane Koizumi
Pour les articles homonymes, voir Koizumi (homonymie).
Ariane Mitsuye Koizumi, née le 7 mars 1963 à Riverdale (en), dans le Bronx (New York), est une mannequin et actrice américaine, parfois créditée sous le nom d'Ariane.
Elle est connue pour avoir joué le rôle principal controversé de la journaliste Tracy Tzu dans le film L'Année du dragon (1985).

## Biographie
Ariane Koizumi est née le 7 mars 1963 à Riverdale (en), dans le Bronx, un quartier de New York. Sa mère est une infirmière néerlandaise et son père est un graphiste japonais. Elle commence le mannequinat à l'âge de quinze ans et, en 1983, elle quitte la Parsons School of Design pour se lancer dans le mannequinat à plein temps,. En 1984, le New York Times, couvrant les défilés de mode de Milan, qualifiait Koizumi de « modèle que personne ne peut détourner des yeux ». L'année suivante, elle est apparue dans Vogue, Harper's Bazaar et Self, et le Sun Sentinel a noté qu'elle était devenue « le modèle préféré de Giorgio Armani ».
Elle fait ses débuts d'actrice dans le film de Michael Cimino de 1985, L'Année du dragon, dans le rôle de Tracy Tzu, une journaliste de télévision sino-américaine qui tombe amoureuse du flic fanatique Stanley White, joué par Mickey Rourke. Le Los Angeles Times résume le personnage comme étant « là pour réaliser tous les fantasmes des femmes orientales » et le New York Times la qualifie de « partie si inefficace du cadre du film qu'elle est même éclipsée, dans une scène de nu, par un aperçu du pont de Brooklyn ». Sa performance dans le film a été si largement critiquée qu'elle a « étouffé sa carrière cinématographique naissante », mais elle fait ensuite une apparition dans The King of New York d'Abel Ferrara et poursuit sa carrière de mannequin avec des photos de mode dans Self, l'édition française de Vogue et apparait sur la couverture de septembre 1989 de Mirabella (en). Elle est aussi vue dans des publicités télévisées pour Michelob, L'Eggs et Levi's, et participe à des défilés pour Karl Lagerfeld et Donna Karan.
Ariane Koizumi quitte le mannequinat en 1989 pour travailler comme stagiaire pour un label, dans le but de poursuivre une carrière dans la musique. Elle travaille pour le magasin Prada de New York.
Elle est mariée avec l'artiste Juan Eduardo Gómez avec qui elle a eu trois enfants.

## Filmographie
- 1985 : L'Année du dragon : Tracy Tzu
- 1990 : The King of New York : Ariane
- 1991 : Femme et Homme 2: Dans l'amour, il n'y a pas de règles : Alice (téléfilm, segment "Mara")
- 1993 : Skin Art : Lin
- 1993 : Golddigger, mon ami robot : Dominatrix